# Panchala patana
Panchala patana är en fjärilsart som beskrevs av Moore 1884. Panchala patana ingår i släktet Panchala och familjen juvelvingar. Inga underarter finns listade i Catalogue of Life.